# إيزابيلا من بورغندي، ملكة ألمانيا
إيزابيلا من بورغندي (بالفرنسية: Isabelle de Bourgogne)‏ (1270 - أغسطس 1323)؛ ملكة ألمانيا القرينة باعتبارها الزوجة الثانية لـ رودولف الأول هابسبورغ؛ وثم أصبحت ليدى فيو-شاتو من خلال زواجها من بيير التاسع شامبلي، لورد نيوفلز.
هي الابنة الصغرى لـ هيو الرابع، دوق بورغندي وزوجته الثانية بياتريس من نافارا، قبل زواجها من رودولف كانت مخطوبة أولاً من ابن البكر لـ روبرت الثالث، كونت فلاندرز وبياتريس من صقلية إلا أنه توفي مبكراً، إيزابيلا لديها ابنة واحدة من بيير.